# Сербитон (станция)
Сербитон (англ. Surbiton) — пассажирская железнодорожная станция в районе Сербитон на юго-западе Лондона, в округе Кингстон-апон-Темс.

## История
Лондонская и Саутгемптонская железные дороги запланировали строительство линии через Кингстон, но Кингстонская администрация возражала строительству и железная дорога прошла на 2.4 километра к югу от города. Первый вокзал Кингстон открылся в 1838 году.
В 1840 году станцию перенесли на 0.80 км к западу от Сербитона. Линия до Хамптон-корт была построена в 1849 году, а линия в Нью-Гилдфорд — в 1885 году.
Последующие переименования станции были Кингстон-Джанкшен (англ. Kingston Junction) в конце 1852 и Сербитон и Кингстон в 1863 году, когда была открыта нынешняя станция Кингстон. Современное название — Сербитон станция получила в 1867 году.
В 1937 году вокзал полностью перестроили. Здание было спроектировано архитектором Джем Роббом Скоттом в стиле Ар-деко.
Кассы на станции открыты семь дней в неделю.

## Инциденты и происшествия
Крупный инцидент произошел 4 июля 1971 года, когда грузовой поезд сошёл с рельсов между платформами 3 и 4. Не подозревая о произошедшем, машинист продолжил ход, в результате чего сошли с рельсов 2 вагона и протаранили платформы. В то же время через станцию проходил экспресс и столкнулся с сошедшими с рельсов вагонами. В результате обошлось без жертв.

## Галерея
- Станция ночью
- Платформы
- Поезд на подходе к станции
- Название станции на платформе